# Az imperializmus mint a kapitalizmus legfelsőbb foka
Vlagyimir Iljics Lenin Az imperializmus mint a kapitalizmus legfelső foka című, mintegy 140 oldalas tanulmányát 1916-ban, zürichi tartózkodása idején írta, és az 1917-es februári orosz forradalom, a cári hatalom megdöntése után jelent meg Petrográdon 1917 áprilisában. A szerző fő célként azt tűzte maga elé, hogy bemutassa az imperializmus és a kor tőkés világgazdasága egészének szerepét az első világháború kitörésében. A könyv a marxizmus–leninizmus imperializmus-elméletének egyik alapvető munkája.

## A mű történetéhez
Lenin könyvét a kor általánosan elfogadott statisztikai adatai, polgári közgazdászok elemzései alapján írta azzal a céllal, hogy a tanulmány nyilvánosságra kerülhessen a cári orosz cenzúra körülményei között is,, de erre végül nem került sor. 1920-ban Lenin a könyv francia és német kiadásához írt előszavában már részletesebben foglalkozik politikai kérdésekkel, az imperializmus szerepével a világháború kirobbantásában, a „barbár és aljas” versailles-i békerendszerrel, Karl Kautsky nézeteinek bírálatával.
Lenin már 1915 második felében megkezdte az előmunkálatokat könyvéhez, amihez végül 148 könyvet és 49 különböző folyóirat 232 cikkét dolgozta fel. Saját közlése szerint művére a legnagyobb hatással John Atkinson Hobson Imperialismus (1902) és Rudolf Hilferding Das Finanzkapital című műve volt.
A könyvet Lenin 1918. január és június között írta meg. A francia és a német kiadáshoz írt előszó a Kommunyisztyicseszkij Internacional című folyóirat 18. számában jelent meg először 1921-ben. Az írás címe eredetileg Az imperializmus mint a kapitalizmus legújabb szakasza (az orosz eredetiben Империализм, как новейший этап капитализма) volt. Csak 1929-ben kapta a sztálinista doktrínának jobban megfelelő, később általánosan elfogadottá vált címét.

## Az imperializmus meghatározása
Az imperializmust Lenin röviden monopolkapitalizmusként határozta meg, azaz a kapitalizmus olyan szakaszaként, amelyre jellemző egyrészt a finánctőke uralkodó szerepe, azaz néhány monopolhelyzetben lévő nagybank és az ipari monopóliumok összefonódása, valamint a gyarmatosítás új szakasza, amelyben néhány nagyhatalom már teljes mértékben felosztja egymás között a világ erre alkalmas területeit (szemben a korábbi, viszonylag akadálytalan terjeszkedéssel a más tőkés államok által addig el nem foglalt területeken).
Bővebb, pontosabb megfogalmazásképpen Lenin meghatározza az imperializmus öt fő ismérvét:
- a termelés és a tőke koncentrációja, a gazdasági monopóliumok létrejötte;
- a banktőke egybeolvadása az ipari tőkével, így a finánctőke és az ezen alapuló fináncoligarchia kialakulása;
- különösen jelentőssé válik a tőkekivitel, szemben az árukivitel korábbi döntő szerepével;
- a tőkés monopóliumok nemzetközi szövetségeinek kialakulása, a világ gazdasági felosztása;
- a világ területei felosztásának befejeződése a legnagyobb tőkés hatalmak között (és az újrafelosztásért meginduló harc).

## Magyarul
- Az imperializmus mint a kapitalizmus legfelsőbb foka. Népszerű vázlat; Idegennyelvű Irodalmi Kiadó, Moszkva, 1945
- Az imperializmus, mint a kapitalizmus legfelsőbb foka. Népszerű vázlat; RKP, Kolozsvár, 1946
- Az imperializmus, mint a kapitalizmus legfelsőbb foka. Népszerű vázlat; Szikra, Bp., 1948 (A marxizmus-leninizmus kis könyvtára)
- Az imperializmus, mint a kapitalizmus legfelsőbb foka. Népszerű vázlat; Testvériség-Egység, Noviszád, 1950 (A marxizmus-leninizmus könyvei)
- Az imperializmus, mint a kapitalizmus legfelsőbb foka; Pravda, Bratislava, 1951 (A marxizmus-leninizmus könyvtára)
- Az imperializmus, mint a kapitalizmus legfelsőbb foka; Könyv- és Folyóiratkiadó, Uzshorod, 1951
- Az imperializmus, mint a kapitalizmus legfelsőbb foka; Politikai Kiadó, Bukarest, 1959 (Marxista-leninista könyvtár)
- Az imperializmus mint a kapitalizmus legfelsőbb foka; sajtó alá rend. a marxizmus-leninizmus klasszikusainak szerkesztősége; Kossuth, Bp., 1967 (A marxizmus-leninizmus klasszikusainak kiskönyvtára)
- Az imperializmus, mint a kapitalizmus legfelsőbb foka. Népszerű tanulmány; Kárpáti–Kossuth, Uzshorod–Bp., 1977

## Fordítás
Ez a szócikk részben vagy egészben  a   Der Imperialismus als höchstes Stadium des Kapitalismus című német Wikipédia-szócikk ezen változatának fordításán alapul.  Az eredeti cikk szerkesztőit annak laptörténete sorolja fel. Ez a jelzés csupán a megfogalmazás eredetét és a szerzői jogokat jelzi, nem szolgál a cikkben szereplő információk forrásmegjelöléseként.